# Francesc Xavier Tort i Martorell
Francesc Xavier Tort i Martorell   (Barcelona, 17 de març de 1854 - 19 d'octubre de 1912) fou un empresari i polític català, diputat a les Corts Espanyoles durant la restauració borbònica.

## Trajectòria
Fill de Serafina Martorell i Motells i llicenciat en dret, el 1878 fou secretari de l'Acadèmia de Dret Administratiu. El 1881 va formar part del consell d'administració de les empreses Sociedad Gran Hotel Continental, de la Sociedad General de Alumbrado de España y Portugal i de la Sociedad Vitícola de la Corona de Aragón, i el 1882 de la Compañía de Carbones Nacionales. El 1893 fou secretari de la Unió de la Propietat Urbana de Barcelona i el 1910 va presidir el Cercle del Liceu.
El 1880 havia estat secretari del Cercle Liberal Reformista seguidor de Francisco Romero Robledo, però finalment va ingressar al Partit Liberal Conservador, amb el que fou diputat per la Seu d'Urgell a les eleccions generals espanyoles de 1884 i pel del Vendrell a les eleccions generals espanyoles de 1896.
També fou regidor de l'Ajuntament de Barcelona el 1889 i diputat de la diputació de Barcelona pel districte Manresa-Terrassa el 1884. Fou soci de l'Ateneu Barcelonès i de la Societat Econòmica Barcelonesa d'Amics del País.

## Obres
- Tratado general de expropiación (1908)